# Sam Worthen
Samuel Lee Worthen, detto Sam (Brooklyn, 17 gennaio 1958), è un ex cestista e allenatore di pallacanestro statunitense, professionista nella NBA.

## Carriera
Venne selezionato dai Chicago Bulls al secondo giro del Draft NBA 1980 (26ª scelta assoluta).

## Palmarès

### Giocatore
- NCAA AP All-America Third Team (1980)
- 2 volte campione USBL (1985, 1988)
- Miglior passatore USBL (1985)

### Allenatore
- Campione USBL (1987)